# Henri de Régnier

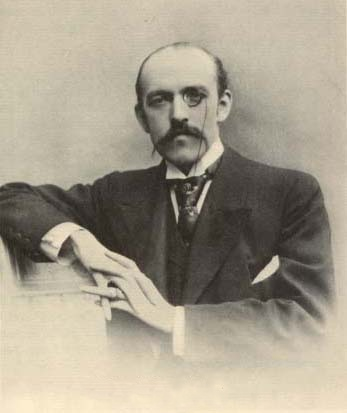
Henri de Régnier

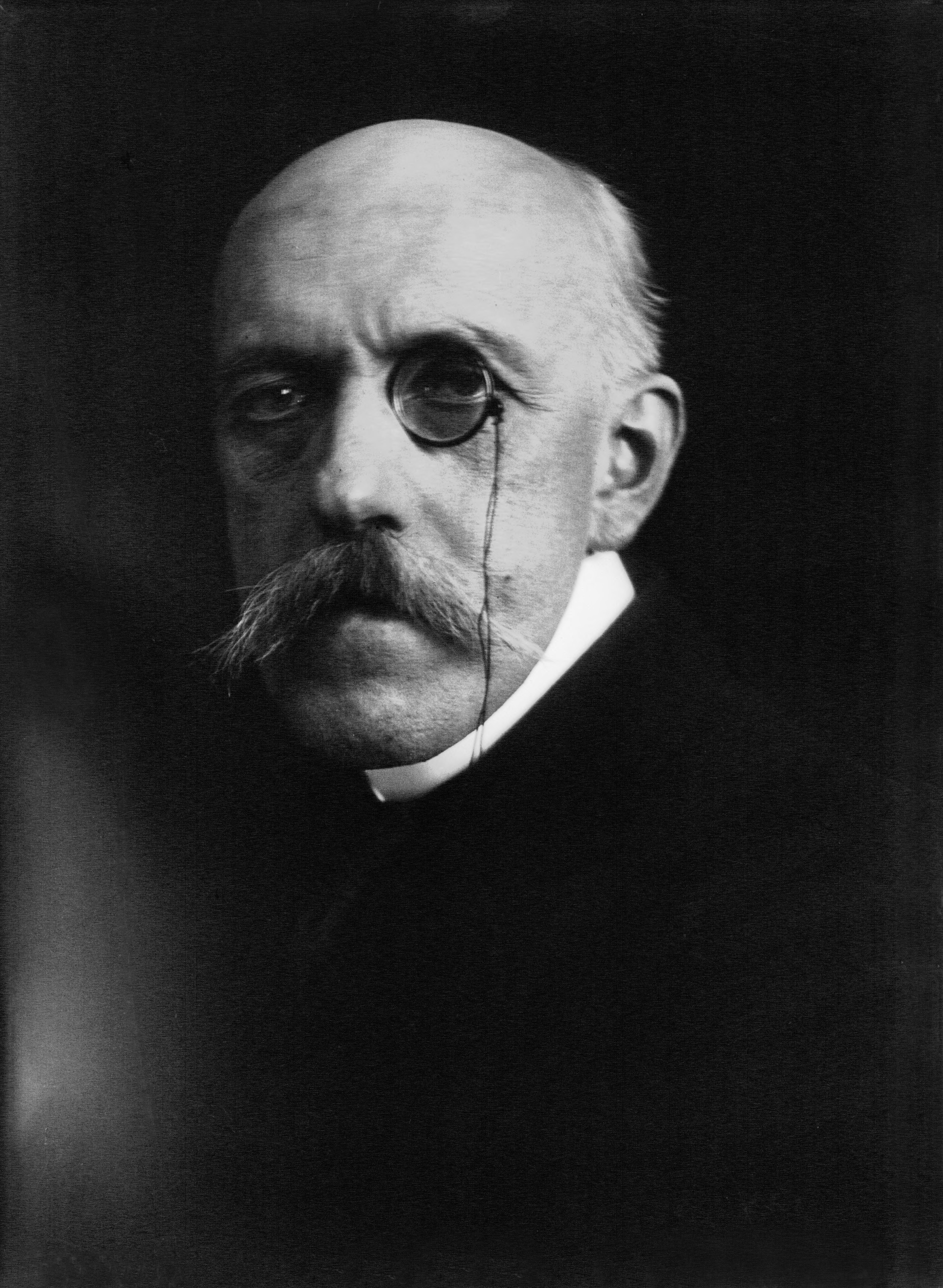
Henri de Régnier

Henri de Régnier, plným jménem Henri-François-Joseph de Régnier, (28. prosinec 1864, Honfleur, Francie – 23. květen 1936, Paříž) byl francouzský symbolistický básník, spisovatel a kritik.

## Život
Pocházel ze šlechtické rodiny. Studoval práva v Paříži.
Jeho přáteli byli Stéphane Mallarmé a Francis Vielé-Griffin.
V roce 1895 se oženil s dcerou básníka José-Maria de Heredii.
V roce 1911 byl zvolen do Francouzské akademie. Byl pochován na pařížském hřbitově Père-Lachaise.

## Dílo
Jeho první básně jsou ještě ovlivněny parnasismem. Zásadní vliv na něho mají romantici, Charles Baudelaire a José-Maria de Heredia.

## Spisy

### Poesie (výběr)
- Lendemains (Zítřky) 1885
- Apaisement (Utišení) 1886
- Poéms anciens et romanesques (Básně staré a romaneskní) 1890
- Tel qu´en songe (Jako ve snu) 1892
- Aréthuse (Arethusa) 1895
- Les Jeux rustiques et divins (Venkovské a božské hry) 1897
- Les Médailles d’argile (Hliněné medailony) 1900
- La Cité des eaux (Město vod) 1902
- La Sandale ailée (Okřídlený střevíc) 1905
- Le Miroir des heures 1910

### Próza (výběr)

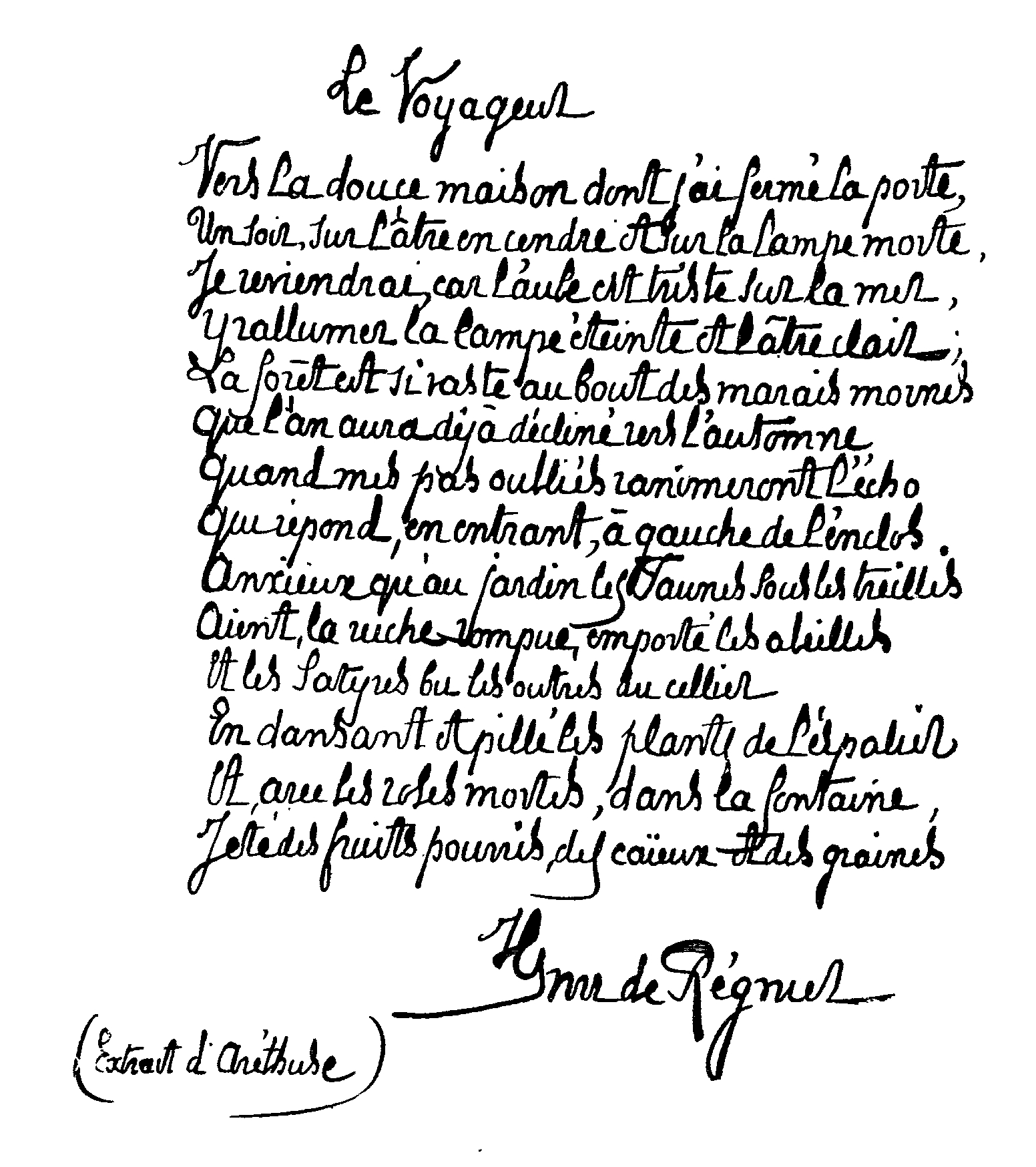
Rukopis básně Le Voyageur ze sbírky Aréthuse (1895)

- La Double maîtresse (Dvojí milenka) 1900
- Les amants singuliers (Neobyčejní milenci) 1901
- Le Bon plaisir (Libovůle) 1902
- Le Mariage de minuit (Půlnoční svatba) 1903
- Les Vacances d’un jeune homme sage (Přelétavá kouzla) 1903
- Les Rencontres de M. de Bréot (Setkání pana de Bréot) 1904
- Le Passé vivant (Živá minulost) 1905
- L'amour et le plaisir (Láska a rozkoš) 1906
- La Peur de l’amour (Strach z lásky) 1907
- La Flambée (Plameny) 1909
- L'illusion héroïque de Tito Bassi (Hrdinská iluze T.B.) 1916
- La Pécheresse (Hříšnice) 1920
- L'Escapade 1925

### České překlady
Jeho verše do češtiny překládali mimo jiné Jaroslav Vrchlický, Arnošt Procházka, Karel Čapek, Hanuš Jelínek.
- Neobyčejní milenci, překlad Emanuel Blahovec, KDA, svazek 38, Praha, Kamilla Neumannová, 1908
- Strach z lásky 1916
- Láska a rozkoš 1921
- Živá minulost, překlad Eliška Purkyňová, Praha, Pražská akciová tiskárna, 1925
- Přelétavá kouzla, překlad Jan Sajíc, Praha, A. Neubert, 1926
- Scény v soumraku (ze sbírky "Básně dávné a romaneskní..."), překlad František Bíbl, Pardubice, Vlastimil Vokolek, 1929
- Přiznání, překlad Dr. Prokop Toman ml., Praha, Dr. Prokop Toman ml., 1930
- Nápisy na třináct bran města, překlad Jiří Konůpek, Praha, Jaroslav Duchan, 1941